# Motus (jeu télévisé)
Pour les articles homonymes, voir Motus.
 (mars 2018).
Si vous disposez d'ouvrages ou d'articles de référence ou si vous connaissez des sites web de qualité traitant du thème abordé ici, merci de compléter l'article en donnant les références utiles à sa vérifiabilité et en les liant à la section « Notes et références ».
 (mars 2018).
Motus (en anglais : Lingo) est un jeu télévisé français d'origine américaine, diffusé sur Antenne 2 puis sur France 2 du 25 juin 1990 au 31 août 2019 et présenté par Thierry Beccaro.
L'émission se fonde sur le format de sa version néerlandaise Lingo, bien que la version originale soit américaine.
L'émission était diffusée du lundi au vendredi de 10 h 55 à 11 h 30. Elle a été diffusée le samedi jusqu'en 1998 puis durant la saison 2012-2013, ainsi que du 4 janvier 2014 au 14 février 2015. Après une pause du 16 au 20 février 2015, l'émission a repris le 23 février 2015. De février 2015 à la rentrée 2016, l'émission a cédé sa case du samedi au jeu Un mot peut en cacher un autre animé par Damien Thévenot. À la rentrée 2016, Motus revient le samedi 10 h 50 et le dimanche matin à 6 h 35 jusqu'au 1er septembre 2019 avec la rediffusion d'une des émissions de la semaine écoulée.
Le 6 mai 2019, on apprend dans Le Parisien que Thierry Beccaro arrête la présentation de Motus et quitte France Télévisions. Le 11 mai 2019 soit 5 jours après le départ du présentateur, France Télévisions annonce que le jeu s'arrêtera à l'issue de la diffusion des émissions déjà enregistrées.

## Origines
Lingo est au départ un format américain créé par Ralph Andrews, et diffusé à partir du 28 septembre 1987 en syndication aux États-Unis et au Canada.
Le concept est un croisement entre Mastermind, jeu de lettres, et le bingo pour le tirage des numéros. Le jeu était présenté par Michael Reagan, le fils de Ronald Reagan. Mais ce fut un échec. Cependant, l'émission a été vendue l'année suivante au Québec et dans différents pays européens dont les Pays-Bas où, le producteur néerlandais Harry de Winter fit un succès à partir du 5 janvier 1989 sur la chaîne VARA.
Une des raisons de ce succès réside dans le fait que les Pays-Bas sont le pays du puzzle[C'est-à-dire ?]. En outre, la version américaine suivait des règles beaucoup plus strictes. Par exemple, les candidats n'étaient pas autorisés à brasser les boules. Le brassage des boules est l'un des éléments clés de la version néerlandaise, le public encourageant les participants à saisir la bonne boule. Cette version néerlandaise de Motus s'est arrêtée sous son format quotidien le 2 octobre 2014 à la suite d'une baisse de ses audiences. Elle revient en août 2019 sur la chaîne SBS6 après 5 ans d'absence.
En 2010, l'émission est diffusée dans une vingtaine de pays.
Nicole Covillers, également productrice du jeu La Porte Magique sur feu La Cinq, a adapté le jeu en France. Elle en a été productrice du 25 juin 1990 jusqu'au 11 septembre 2015.

## Règles du jeu
Le jeu repose sur la recherche de mots d'un nombre fixé de lettres. Deux équipes de deux candidats s'affrontent pendant la Première partie. À la suite de celle-ci, l'équipe victorieuse tente d'empocher la cagnotte lors de la Super partie.
Un candidat propose un mot dans un délai maximal de huit secondes et doit épeler celui-ci. Le mot doit contenir le bon nombre de lettres et être correctement orthographié, sinon il est refusé. Le mot apparaît alors sur une grille : les lettres présentes et bien placées sont coloriées en rouge, les lettres présentes mais mal placées sont cerclées de jaune. Pour une lettre, on ne peut avoir au maximum que le nombre d'occurrences de cette lettre dans le mot de coloriées (soit en jaune, soit en rouge si certaines sont bien placées).
| \| C \| A \| S \| T \| O \| R \| \| C \| I \| N \| E \| M \| A \| \| C \| Y \| P \| R \| E \| S \| \| C \| I \| T \| R \| O \| N \| | Légende : - Carré rouge : Bonne lettre |   |   |   |   |
| C | A                                      | S | T | O | R |
| C | I                                      | N | E | M | A |
| C | Y                                      | P | R | E | S |
| C | I                                      | T | R | O | N |

### Longueur des mots
- 25 juin 1990 : 1re émission de Motus ; les mots à rechercher font 5 lettres.
- 4 janvier 1993 : les mots à rechercher font 6 lettres.
- 18 septembre 1995 : les mots à rechercher font 7 lettres.
- 4 janvier 1999 : les mots à rechercher font 8 lettres.
- 5 janvier 2004 : les mots à rechercher font 9 lettres.
- Du 31 octobre 2005 au 22 décembre 2006 : la longueur des mots est définie en début de partie par un nombre entre 6 et 9 tiré au sort.
- 8 janvier 2007 : les mots de 6 lettres ne font plus partie des tirages au sort (sauf pour les juniors). Les candidats ou candidates peuvent chercher des mots de 7 à 9 lettres.
- 3 septembre 2009 : le tirage au sort du nombre de lettres est supprimé, les candidats ou candidates peuvent désormais chercher des mots de 8 à 10 lettres, Thierry Beccaro demande en début de partie à l'équipe jaune (les challengers) de choisir le nombre de lettres qu'elle souhaite jouer.

Lors des vacances d'été 2010, les mots de 7 lettres ont été ré-introduits.
- Tous les mercredis matin, les juniors, accompagnés de l'un de leurs parents, jouent avec des mots de 6 lettres.

## Déroulement de l'émission

### En coulisses
L'équipe bleue est en général celle des finalistes de la veille, et l'équipe jaune celle des challengers.
Si deux nouvelles équipes entrent en jeu en même temps – c'est-à-dire si les finalistes de la veille ont épuisé leurs trois participations consécutives –, un tirage au sort est effectué entre les deux équipes pour déterminer leur pupitre respectif (et donc l'ordre de jeu, l'équipe jaune débutant toujours la partie).
Également, avant l'émission chaque équipe décide aussi du joueur censé proposer un nouveau mot lors d'une lettre bonus (lettre supplémentaire dont une équipe bénéficie lorsque l'équipe adverse vient de perdre la main). Les candidats ou candidates en question sont placés à gauche de leurs pupitres.
De 1990 à 2005, les mots avaient un nombre de lettres défini en permanence, qui a augmenté au fil des années de 5 à 9 lettres. De 2005 à 2009, l’équipe bleue devait tirer au sort un papier sur lequel est inscrit le nombre de lettres avec lequel ils joueront (de 6 à 9 lettres). De 2009 à 2019, l'équipe jaune choisit le nombre de lettres avec lequel ils joueront (de 7 à 10 lettres). 
L’équipe jaune démarrera la partie avec la première lettre affichée sur la grille.
Dans le cas des tournois, notamment le Tournoi de Noël, un nombre de lettres est défini pour toutes les émissions de ceux-ci. Il en va de même pour les spéciales (dont la semaine consacrée aux 25 ans de Motus en juin 2015 et la dernière semaine de l'émission en août 2019).

### Début de l'émission
Jusqu'à 2009, les deux équipes qui avaient été sélectionnées par Christian Aiguesvives entraient sur le plateau, puis s'installaient à leur pupitre respectif, tandis que la voix-off présentait chacun des candidats. Thierry Beccaro faisait alors son apparition et saluait les candidats et le public.
De 2009 jusqu'à août 2019, les candidats étaient installés à leur pupitre avant le début de l'émission, la voix-off les présente avant que Thierry Beccaro ne fasse son entrée en arrivant depuis derrière une boule géante (ou une grille de 5x5 géante de 2013 à mars 2018).

### Première partie
Au début du jeu, lorsque les présentations sont effectuées, chaque équipe reçoit une grille de 25 cases (5x5).
Une grille comporte 25 numéros, dont 8 sont masqués par un cercle jaune. (voir ci-dessous)
Ces grilles seront utilisées un peu plus tard dans le jeu. L'équipe jaune dispose de numéros impairs de 1 à 69, tandis que l'équipe bleue dispose de numéros pairs de 2 à 70. Pour le moment, l'équipe jaune commence à jouer.

#### Les équipes doivent trouver un mot
Une autre grille leur est proposée. Jusqu'en septembre 2009, elle ne contenait que la première lettre du mot. Par la suite, elle contient deux lettres (une pour la première lettre et une autre comme pour la Super partie. Les candidats proposent tour à tour un mot en l'épelant (exemple : « CAVALIER, C. A. V. A. L. I. E. R ») Pour chaque mot, six propositions de mots sont possibles (donc trois pour chaque joueur). Les candidats peuvent voir la grille grâce à un écran de télévision posé devant eux. Si au bout de la sixième proposition, le mot n'est toujours pas trouvé, la main passe aux adversaires. Ces derniers ne peuvent effectuer qu'une seule proposition pour ce mot-ci.
- Si l'équipe le trouve, elle remporte 50 points et tire au sort 2 boules.
- Si le mot proposé n'est pas le bon, ou si aucun mot n'est proposé, le bon mot apparaît, mais l'équipe garde la main et il n'y a pas de tirage de boules.
- En revanche, si le candidat hésite ou se trompe, la main passe de nouveau.
- Si un candidat pioche une boule noire, la main passe. De plus, si c'est au premier mélange, l'autre candidat ne peut pas en piocher une.

#### À quel moment la main passe-t-elle?
Le candidat ne doit pas parler tant que ce n'est pas à son tour de jouer, sinon l'équipe perd la main. Le candidat appelé à jouer est signalé par une lampe allumée devant lui. Lorsque la main passe à l'équipe adverse, celle-ci bénéficie d'une lettre bonus, à condition d'attendre que cette lettre s'affiche avant de proposer un nouveau mot. Les erreurs ci-dessous peuvent également faire perdre la main. Dans la première partie du jeu, la main passe si l'équipe (ou le candidat devant jouer) :
- ne trouve pas le mot au bout du nombre de tentatives imparties, c'est-à-dire quand la grille des mots est complète (6 essais au début de chaque mot) ;
- propose un mot non valide (voir infra) ;
- n'épelle pas correctement le mot proposé ;
- hésite lors de l'épellation (en cas d'hésitation peu marquée, Thierry Beccaro donne parfois un « carton jaune », synonyme de sursis) ;
- dépasse le temps imparti pour proposer un mot (8 secondes) ;
- parle alors que c'était à son partenaire de proposer un mot ;
- propose un mot avant l'affichage de la lettre bonus (lorsque l'équipe adverse a perdu la main) ;
- tire au sort une boule noire.

Si l'équipe jaune parvient à garder la main tout au long de la Première partie, n'offrant ainsi aucune occasion de jeu à l'équipe bleue, cette dernière est alors invitée à revenir jouer lors de l'émission suivante. Mais dans un souci d'équité, l'équipe jaune qui accède à la super-partie ne bénéficie que d'une seule chance pour décrocher la cagnotte (contre trois d'ordinaire) ; si la Super Partie n'est pas gagnée par l'équipe jaune, celle-ci doit céder sa place. L'équipe bleue défaite reviendra alors à l'émission suivante au pupitre jaune.
Une telle situation de jeu en Première partie, relativement exceptionnelle, n'est arrivée que trois fois dans l'histoire de Motus (la dernière lors de l'émission du 22 décembre 2014).

### Mots non valables
- Les mots qui n'existent pas dans les dictionnaires de référence (Larousse et Robert) de l'année en cours (exception faite du tout dernier mot tiré dans l'ultime émission du 31/08/2019)[3].
- Les noms propres.
- Les mots mal orthographiés.
- Les mots composés (chewing-gum, week-end...).
- Les verbes conjugués (seuls les infinitifs et les participes passés et présents sont acceptés).
- Les mots qui ne commencent pas par la première lettre indiquée.
- Les mots qui ne respectent pas le nombre de lettres donné.
- Les mots déjà proposés dans la même grille.

#### Lorsqu'une des équipes trouve un mot
Chaque équipe dispose d'une urne avec dix-sept boules correspondant aux numéros d'une grille de 5 par 5 cases, ainsi que trois boules noires. Les candidats qui ont trouvé le bon mot doivent tirer une boule chacun et tenter de réaliser une ligne horizontale, verticale ou diagonale de 5 cases.
Il est obligatoire de brasser les boules avant d'en tirer une. Si un candidat tombe sur la boule noire, la main passe. L'équipe qui réussit à compléter une ligne, une colonne ou une diagonale fait MOTUS (selon la terminologie du jeu), et marque 100 points supplémentaires. Les grilles sont alors réinitialisées pour les deux équipes, et le jeu reprend son cours.
| 7  | 17 | 35 | 49 | 57 |
| 11 | 25 | 29 | 51 | 59 |
| 3  | 19 | 41 | 43 | 69 |
| 5  | 21 | 33 | 53 | 63 |
| 9  | 23 | 37 | 45 | 61 |

| 12 | 26 | 40 | 52 | 60 |
| 10 | 22 | 30 | 46 | 58 |
| 8  | 18 | 32 | 44 | 70 |
| 6  | 16 | 38 | 54 | 62 |
| 2  | 20 | 36 | 56 | 66 |

| 1  | 17 | 39 | 51 | 59 |
| 5  | 21 | 41 | 53 | 67 |
| 11 | 27 | 29 | 47 | 69 |
| 7  | 15 | 37 | 43 | 63 |
| 13 | 25 | 33 | 55 | 61 |

| 8  | 26 | 40 | 50 | 64 |
| 2  | 20 | 32 | 44 | 66 |
| 12 | 18 | 34 | 56 | 68 |
| 14 | 24 | 30 | 48 | 60 |
| 6  | 28 | 38 | 54 | 62 |

| 7  | 27 | 35 | 51 | 61 |
| 1  | 25 | 37 | 45 | 69 |
| 5  | 17 | 29 | 55 | 57 |
| 11 | 19 | 41 | 43 | 63 |
| 3  | 15 | 39 | 49 | 59 |

| 14 | 18 | 32 | 56 | 58 |
| 10 | 16 | 38 | 46 | 66 |
| 2  | 22 | 36 | 52 | 62 |
| 8  | 26 | 30 | 54 | 68 |
| 6  | 28 | 40 | 44 | 70 |

| 1  | 19 | 41 | 53 | 67 |
| 5  | 25 | 37 | 55 | 61 |
| 13 | 27 | 29 | 45 | 63 |
| 9  | 15 | 35 | 51 | 59 |
| 11 | 21 | 31 | 49 | 69 |

| 4  | 24 | 42 | 56 | 62 |
| 8  | 16 | 40 | 46 | 64 |
| 12 | 18 | 34 | 44 | 60 |
| 10 | 28 | 32 | 52 | 70 |
| 6  | 26 | 36 | 50 | 68 |

| 5  | 27 | 37 | 55 | 67 |
| 1  | 15 | 41 | 49 | 69 |
| 9  | 21 | 33 | 43 | 59 |
| 13 | 23 | 29 | 47 | 65 |
| 7  | 19 | 35 | 51 | 63 |

| 14 | 26 | 40 | 50 | 60 |
| 2  | 20 | 34 | 44 | 58 |
| 10 | 16 | 30 | 52 | 70 |
| 8  | 18 | 32 | 54 | 64 |
| 6  | 24 | 38 | 46 | 66 |

| 1  | 27 | 41 | 47 | 69 |
| 5  | 21 | 33 | 51 | 59 |
| 11 | 17 | 29 | 55 | 57 |
| 9  | 15 | 35 | 45 | 65 |
| 13 | 23 | 31 | 43 | 63 |

| 12 | 28 | 40 | 54 | 58 |
| 2  | 22 | 34 | 44 | 62 |
| 8  | 16 | 32 | 50 | 70 |
| 6  | 26 | 30 | 48 | 64 |
| 10 | 20 | 36 | 46 | 60 |

### Les grilles
Les grilles ont été élaborées de telle sorte qu'une équipe ne peut compléter une ligne/colonne/diagonale lors de son premier tirage.
À la fin de la Première partie, la voix-off annonce le dernier mot, qui rapporte 100 points à partir du 7 janvier 2002. Après ce dernier mot, l'équipe qui a le moins de points est éliminée et reçoit des lots de consolation.

#### Une évolution: la boule «magique»
Du 18 janvier 2012 au 31 août 2019, une nouvelle règle fait évoluer le tirage des boules : celle de la boule « magique ». Lors de l'attribution des grilles numérotées, un numéro au hasard scintille dans la grille. Si un candidat tire la boule correspondant à ce numéro, il la pose sur un petit support placé au centre du pupitre, juste devant la vasque. Cela lui permet, s'il tire une boule noire plus tard, de garder la main à cette occasion uniquement. La règle ne vaut que pour la première grille numérotée de la partie, jusqu'à ce qu'une équipe complète une ligne, colonne ou diagonale.
Du 21 septembre 2015 au 31 août 2019, si le candidat tire un numéro magique mais oublie de le poser sur son support, alors le numéro magique est définitivement perdu. Il y a alors un effet spécial de son et lumière avec un bruit de tonnerre et une ambiance recréant un orage. Avant cette date, le bénéfice du numéro magique était quoi qu'il arrive appliqué même si le candidat oubliait de placer le numéro magique sur la coupelle.

#### Le mot décisif
Si les deux équipes ont un score identique à la fin de la Première partie, une épreuve doit les départager.

Définissons les candidats suivants : no 1 et no 2 pour l'équipe jaune, no 3 et no 4 pour l'équipe bleue.
- Le candidat no 1 commence à jouer et propose un mot.
- Si ce mot n'est pas le bon, la main passe à l'autre équipe.
- Le candidat no 3 propose un autre mot.
- Si ce mot n'est pas le bon, la main passe à l'autre équipe.
- Le candidat no 2 propose un nouveau mot.
- Si ce mot n'est pas le bon, la main passe à l'autre équipe.
- Le candidat no 4 propose un nouveau mot.
- etc.

Si l'un des candidats hésite, la main passe et une lettre bonus apparaît. Une seconde hésitation et l'équipe a perdu. L'équipe qui trouve le mot gagne la partie, et peut jouer la Super partie.

### Super partie
L'équipe qui a marqué le plus de points en Première partie peut jouer la Super partie pour essayer de décrocher la cagnotte (1 000 € au départ, puis on rajoute 1 000 € dans chaque émission suivante, jusqu'à ce que la Super partie soit gagnée). De plus, si les candidats ou candidates trouvent le 11e mot (généralement plus difficile), ils remportent 1 000 €  supplémentaires.

#### Règle de 2009 à 2019
Du jeudi 3 septembre 2009 et jusqu'à la dernière émission, le temps de la Super Partie s'adapte à la longueur de mots choisie en début de jeu. L'équipe finaliste dispose de 4 minutes et 30 secondes pour trouver 10 mots de 7 et 8 lettres, 5 minutes pour trouver 10 mots de 9 lettres, et 5 minutes et 30 secondes pour trouver 10 mots de 10 lettres. Pour chaque mot de 8, 9 et 10 lettres, trois lettres sont données : la première et deux autres. Pour chaque mot de 7 lettres, deux lettres étaient données : la première et une autre. Les deux joueurs ne sont pas obligés de parler en alternance et peuvent se concerter.
Lorsque les candidats ou candidates ont trouvé(es) les dix mots, ils peuvent tenter un onzième mot avec le reste de leur temps. S'ils trouvent ce 11e mot, ils remportent 1 000 € supplémentaires.

#### Les duos peuvent revenir trois fois
En janvier 2016, l'équipe qui gagne la Super Partie peut revenir jusqu'à trois fois et tenter de cumuler les gains alors qu'avant cette date, l'équipe partait avec ses gains et laissait la place à deux nouveaux duos de candidats ou candidates le lendemain matin.
Dans tous les cas, les candidats ou candidates reviennent et ce, jusqu'à un maximum en trois jours de participations. Au bout de la troisième Super Partie, ils quittent le jeu et repartent avec un lot de consolation.

### Règle de 1991 à 2009
Dès la rentrée 1991, la Super Partie a adopté les règles qu'elle gardera jusqu'à la dernière émission (avec des altérations en 2009, voir plus haut). Il n'y a plus de grille de numéros ni de tirage de boules dans cette phase de jeu.
L'équipe disposait de 5 minutes pour trouver 10 mots. Pour chaque mot, deux lettres étaient données : la première et une autre. Les deux joueurs n'étaient plus obligés de parler en alternance.
À partir de septembre 2001, lorsque les candidats ou candidates trouvaient les 10 mots, ils pouvaient tenter le onzième mot avec le reste de leur temps. S'ils trouvaient ce mot, ils remportaient 800 € supplémentaires. À l'époque des francs, la cagnotte de départ était de 5 000 francs. Les gagnants de la Super Partie repartaient alors avec leurs gains et cédaient leur place à deux nouvelles équipe pour l'émission suivante.
Si les candidats ou candidates perdaient, ils revenaient le lendemain, et le surlendemain ou s'ils échouaient de nouveau à la Super partie. Les candidats ou candidates ne pouvaient participer à Motus que trois fois consécutivement au maximum. S'ils échouent trois fois, ils quittent le jeu et repartent avec un lot de consolation.

### Règle de 1990 à 1991
À l'origine, la Super partie ressemblait davantage à la Première partie. Ce format de finale a duré plus longtemps dans les versions étrangères, dont Lingo aux Pays-Bas. Les candidats jouaient alors pour gagner un voyage.
Une grille était présentée aux finalistes, avec des numéros pairs ou impairs, et seize numéros déjà cochés, de manière à former un flocon avec un espace central libre. L'équipe possédait aussi une urne avec un nouveau jeu de trente-cinq boules, portant respectivement soit tous les numéros pairs de 2 à 70, soit tous les numéros impairs de 1 à 69. Seuls 9 d'entre eux figurent dans les cases non cochées.
Exemple de grille avec les nombres impairs :
| 11 | 27 | 41 | 51 | 63 |
| 13 | 19 | 35 | 55 | 67 |
| 1  | 25 | 33 | 45 | 59 |
| 7  | 17 | 29 | 43 | 57 |
| 5  | 23 | 37 | 53 | 65 |

Exemple de grille avec les nombres pairs :
| 2  | 26 | 34 | 56 | 64 |
| 14 | 18 | 40 | 54 | 58 |
| 8  | 16 | 42 | 44 | 60 |
| 10 | 24 | 36 | 46 | 68 |
| 6  | 20 | 32 | 50 | 62 |

La version française de cette finale a des règles différentes par rapport à ses équivalentes étrangères de l'époque.
Un chronomètre de 7 minutes est affiché sur le pupitre. C'est le temps dont dispose l'équipe finaliste pour trouver 5 mots, dont 2 lettres sont données au départ. Les candidats ont désormais le droit de se concerter. Toutefois, entre chaque mot, les candidats doivent tirer un nombre croissant de boules de leur urne : une boule après le 1er mot, 2 après le 2d mot, etc., puis 5 après le 5e mot. À noter que chaque hésitation ou erreur impose de tirer une boule supplémentaire. Les candidats doivent, comme en Première Partie, tirer en alternance. Le chronomètre continue à s'écouler, même pendant les tirages.
Le second objectif des candidats est d'éviter à tout prix de faire Motus, ce qui devient de plus en plus difficile, le nombre de boules dans la vasque diminuant au fur et à mesure.
Pour aider les candidats, l'urne comporte une boule dorée, qui sert de joker. Une fois tirée, les candidats la gardent jusqu'à ce qu'ils décident de jouer ce joker. Celui-ci permet de neutraliser une boule tirée ultérieurement (généralement une boule qui aurait fait perdre l'équipe). De plus, celle portant le numéro de la case centrale de la grille (dont le tirage garantit la défaite de l'équipe) n'est rajoutée dans l'urne qu'après le 3e mot.
Le gain étant trop lié au hasard et le jeu trop difficile, cette version a été abandonnée en France dès septembre 1991 pour adopter les règles détaillées plus haut.
Les versions étrangères (dont la version néerlandaise) faisaient jouer les candidats pour de l'argent, sur le principe du quitte ou double, jusqu'à 5 mots. Après chacun, les candidats tiraient autant de boules qu'il leur avait fallu de tentatives pour deviner le mot, 6 boules pour un mot non trouvé. S'il parvenaient à ne pas faire Motus, ils doublaient leur cagnotte. Dans le cas contraire, ils perdaient tout. La boule dorée permettait d'arrêter les tirages pour le tour en cours, puis était remise dans l'urne.

### Règle appliquée lors du tournoi junior
Les binômes d'enfants, âgés de 8 à 12 ans, devaient trouver 10 mots de 6 lettres le plus vite possible. Ils ne disposaient que de 5 minutes. Les 2 duos les plus rapides allaient en finale. Si un seul binôme trouvait les 10 mots, alors le second binôme sélectionné était celui qui avait trouvé 9 mots toujours le plus vite possible.

### Règle appliquée lors des spéciales junior, en dehors des tournois
L'enfant, âgé de 8 à 12 ans, participe seul à la Super partie pour trouver le maximum de mots possible pour 6 lettres en 5 minutes. À chaque mot trouvé, l'adulte qui l'accompagne gagne 100 €.

### Règles des Tournois

#### Tournoi de Noël
Le Tournoi de Noël se tient durant toute la durée des vacances de Noël, et confronte des duos de candidats ayant déjà participé durant trois séries d'émissions, et ne pouvant donc plus revenir lors des émissions régulières. Les candidats jouent pour une association, présentée tout au long du Tournoi. La Finale a lieu lors de la dernière émission de celui-ci, en présence d'un représentant de l'association défendue, qui se voit remettre un chèque (une somme d'argent garantie dans tous les cas) à l'issue de l'événement.
La Première Partie et la Super Partie appliquent les mêmes règles que les émissions normales, à l'exception près qu'un nombre de lettres est prédéfini et imposé pour toute la durée du tournoi. De 2015 à 2019, ce nombre de lettres pouvait être modifié lors des demi-finales.
La Super Partie implique non seulement de trouver le plus de mots possible, de préférence les 10 mots (pas de 11e mot, les candidats ou candidates ne jouant pas pour eux); mais aussi d'être le plus rapide possible. Jusqu'en 2014, les deux équipes ayant trouvé le plus rapidement le plus de mots accédaient directement à la finale. De 2015 à 2019, les quatre meilleures équipes du tournoi disputent des demi-finales, dont les vainqueurs accèdent à la finale.
Les demi-finales et la finale sont exclusivement des affrontements entre les équipes, plus longs que d'habitude, sans Super Partie à la fin de l'émission.

## Autres informations

### Musique et générique
En 1990, le générique « mo-mo-motus » est instauré, en même temps que l'émission. Il a été remixé à quatre reprises, en 1997, en 2002, en 2003 et en 2013.
La musique est composée par Georges Augier de Moussac, ainsi qu'Éric Melon (adaptation et illustrations sonores).
Tous les différents bips sonores sont identiques à ceux de la version néerlandaise.
Seuls les « mo-mo-motus », « ohhhh-oh-oh-oh-oh ! », et les jingles courts reprenant le générique sont de création française.
Le générique visuel de 1990 est réalisé par Numa Roda-Gil pour la socièté Image Ressources. Il rappelle en quelque sorte les règles du jeu : sur fond de boules numérotées, une grille montre un exemple de mot à trouver, puis une grille numérotée dans laquelle se forme un Motus. Puis s'affichent tour à tour les noms de l'adaptatrice, de l'animateur et du réalisateur, avant d'ouvrir sur le plateau par une transition en fondu en forme d'étoile.
Ce générique est amélioré et allongé en 1994 au passage aux mots de six lettres (avec des transitions en balayage remplaçant les précédentes).
En octobre 1997, à l'occasion de la 2000e émission, un nouveau générique visuel et sonore apparaît, et fait évoluer sur un fond jaune (sur lequel on peut distinguer des lettres et des chiffres) des pastilles bleues dans lesquelles différentes lettres apparaissent, reprenant les "parties lettres" des génériques précédents. Cette fois, les pastilles s'animent jusqu'à former le mot Motus, donnant son nouveau logo, lié à une police de caractères très fine. Apparaissent ensuite les noms de l'adaptatrice, de l'animateur et du réalisateur. La musique est quant à elle remixée et accélérée.
Fin 2002, un nouveau générique sonore apparaît, la musique de base est remixée et accélérée dans une version rock pour le tournoi junior. Mais l'ancien générique est resté pour les émissions normales. Ce nouveau générique n'est devenu permanent qu'au 8 septembre 2003, en subissant quelques réarrangements au passage. Le générique visuel est toutefois resté le même jusqu'au 30 septembre 2005 (avec un changement de la police employée courant 2002).
Du 3 octobre 2005 au 20 décembre 2013, le générique visuel met en scène des boules jaunes, bleues et noires rebondissant sur un fond rouge. À la fin, une boule noire prend la place du O de Motus, avant d'être chassée par une boule jaune. Les noms des collaborateurs à l'émission apparaissent désormais de manière détachée, "flottant" à plusieurs endroits différents du générique, et utilisent une police de caractères beaucoup plus simple.
Du 23 décembre 2013 au 31 août 2019, l'émission a un nouveau générique visuel et sonore, fortement inspiré du jeu Motus en ligne (2012-2017). Il met en scène un avatar de Thierry Beccaro ainsi que des boules, dans le décor bleu utilisé par le jeu en ligne. Il se termine d'ailleurs de la même manière que le précédent : le personnage crée une boule jaune au moyen d'une baguette magique, et l'envoie sur une boule noire (à la place du O de Motus) pour la chasser, puis le logo s'envole et s'arrête devant un cercle rouge. La nouvelle police de caractères emploie des lettres épaisses en relief et moins alignées. Ce générique emploie une nouvelle musique de style électronique, et des bruitages liés au visuel de la séquence.
En juin 2015, lors de la semaine anniversaire de l'émission, le générique est remplacé par des extraits d'anciennes émissions tout en conservant la musique de style électronique utilisée depuis 2013.

### Les voix in
Thierry Beccaro forme avec une personne en voix in, un binôme de présentateurs. La voix in se trouve en coulisses, où une caméra la filme pendant l'émission. Les téléspectateurs peuvent l'apercevoir de temps en temps au cours du jeu. De 1990 à fin 2001, le co-animateur était en voix-off.
Voici une liste chronologique des co-animateurs qui se sont succédé depuis le début de l'émission :
- Jean-Luc Reichmann (1990-1993) ;
- Richard Adaridi (1992-1996) ;
- Eric Lacoeuilhe (1996-1999) ;
- Guy Lecluyse (1996-2006 puis Tournoi Junior du 7 mars à juin 2007) ;
- Thierry Debrune (2006-2009) ;
- Tom Dingler (2009-2015) ;
- Myriam Seurat (8 avril 2015-2019 remplaçante en mars 2012, octobre 2013, le 20 décembre 2014, et de janvier 2015 au 30 mars 2015) ;

auxquels s'ajoutent certaines suppléantes (lorsque le co-animateur habituel était absent), dont :
- Sophie Scarpula (remplaçante de Guy Lecluyse, Thierry Debrune et Tom Dingler entre janvier 2007 et août 2010) ;
- Valérie Maurice (remplaçante de Tom Dingler du 12 septembre au 20 novembre 2014) ;
- David Martin (remplaçant de Guy Lecluyse en 2004-2005) ;
- Isabelle Leprince (remplaçante d'Eric Lacoeuilhe et de Guy Lecluyse de 1996 à 1999).

### Record de gains
- La plus grosse cagnotte de l'histoire du jeu est de 17 600 €[7] (soit 22 émissions sans une Super partie gagnée).
- Le 11 septembre 2014, deux candidates, Marlène et Hélène, remportent la somme de 15 000 € (14 émissions sans vainqueur + 11e mot).
- Le 16 juin 2016, les candidats Teddy et Clément remportent la deuxième plus grosse cagnotte de l'histoire de Motus, à savoir 16 000 € (15 émissions sans vainqueur + 11e mot). Il s'agit du record depuis que l'augmentation de la cagnotte est passée à 1 000 € fixes par émission.

### Application pour smartphones et tablettes
Du 19 décembre 2013 au 31 août 2019, le jeu était disponible sur iPhone et iPad.

### Jeu de société
Le jeu télévisé a été adapté en jeu de société :
- en 1993, les Jeux Nathan ont édité un jeu de société basé sur l'émission, qui peut se jouer de 2 à 6 joueurs à partir de 8 ans version 6 lettres, et 7 lettres en 1996 ;
- en 1999, les Éditions Druon ont édité un jeu de société basé sur l'émission, qui peut se jouer de 2 à 4 joueurs à partir de 10 ans, en version 8 Lettres ;
- en 2005, Lansay a édité un jeu de société basé sur l'émission, qui peut se jouer de 2 a 4 joueurs à partir de 12 ans, version 9 lettres ;
- en 2010, Dujardin a édité un jeu de société basé sur l'émission, qui peut se jouer de 2 à 6 joueurs à partir de 8 ans, version 10 lettres ;
- en 2020, Hachette pratique édite un jeu de société basé sur l’émission version 10 lettres.

### Jeu en ligne
Un jeu en ligne sur internet est disponible du 10 décembre 2012 au 24 avril 2017[réf. nécessaire]. Début 2022, une nouvelle adaptation en ligne nommée Sutom propose un jeu inspiré de Motus et du jeu en ligne anglophone Wordle. Le 24 mars 2022, le développeur annonce l'arrêt du jeu du fait d’une mise en demeure par les avocats de France Télévisions pour violation de propriété intellectuelle. Par la suite, France Télévisions renonce finalement à poursuivre le créateur afin d'essayer de trouver un accord avec lui.